# Tân Dân, Đầm Dơi
Tân Dân là một xã thuộc huyện Đầm Dơi, tỉnh Cà Mau, Việt Nam.

## Địa lý
Xã Tân Dân có vị trí địa lý:
- Phía đông giáp xã Tân Tiến
- Phía tây giáp xã Tân Duyệt
- Phía nam giáp xã Ngọc Chánh và xã Nguyễn Huân
- Phía bắc giáp thị trấn Đầm Dơi và các xã Tạ An Khương Nam, Tân Đức.

Xã Tân Dân có diện tích 32,33 km², dân số năm 2022 là 7.421 người, mật độ dân số đạt 229 người/km².

## Hành chính
Xã Tân Dân được chia thành 5 ấp: Nam Chánh, Tân Hiệp, Tân Long B, Tân Phú, Tân Thành A.

## Lịch sử
Ngày 25 tháng 7 năm 1979, Hội đồng Chính phủ ban hành Quyết định số 275-CP về việc thành lập xã Tân Dân thuộc huyện Ngọc Hiển trên cơ sở một phần của xã Tân Duyệt.
Ngày 17 tháng 12 năm 1984, Hội đồng Bộ trưởng ban hành Quyết định số 168-HĐBT về việc đổi tên huyện Ngọc Hiển thành huyện Đầm Dơi. Khi đó, xã Tân Dân thuộc huyện Đầm Dơi.
Ngày 2 tháng 2 năm 1991, Ban Tổ chức Chính phủ ban hành Quyết định số 51/QĐ-TCCP về việc sáp nhập xã Tân Dân vào xã Tân Duyệt.
Ngày 5 tháng 9 năm 2005, Chính phủ ban hành Nghị định số 113/2005/NĐ-CP về việc thành lập xã Tân Dân thuộc huyện Đầm Dơi trên cơ sở 2.948 ha diện tích tự nhiên và 6.148 nhân khẩu của xã Tân Duyệt.